# Willi Häfner
Willi Häfner (* 23. Juli 1903 in Durlach; † 10. Oktober 1963 in Stuttgart) war ein deutscher Politiker (CDU).

## Leben
Häfner war beruflich als Direktor der Sparkasse in Emmendingen tätig. Er trat nach 1945 in die CDU ein und war von 1953 bis 1957 Vorsitzender des CDU-Kreisverbandes Emmendingen. Von 1952 bis 1953 war er Mitglied der Verfassunggebenden Landesversammlung und danach bis zu seinem Tode für den Wahlkreis Emmendingen Abgeordneter des Landtages von Baden-Württemberg. Für ihn rückte Gottlieb Reinbold ins Parlament nach.